# 내반슬
내반슬(內反膝, genu varum, bow-leggedness, bandiness, bandy-leg, tibia vara), 안굽이무릎, O각(~脚)은 무릎 부분이 바깥쪽으로 휘는 내반변형으로, 아래다리가 넓적다리 축에 비해 안쪽으로 굽은 형태이다.

## 치료
일반적으로 특발성의 경우 치료가 필요하지 않은데, 어린이들에게 흔히 보이는 해부학적 현상이기 때문이다. 3.5세가 넘어서도 지속될 경우 치료가 필요하다고 인지된다. 구루병에 의해 발생 시 곡률이 점진적으로 악화되는 경우 가장 중요한 것은 이를 구성하는 질환을 치료하는 것이다.

## 같이 보기
- 구루병
- 뼈관절염